# Kakigōri
Kakigōri (かき氷) (かき氷)

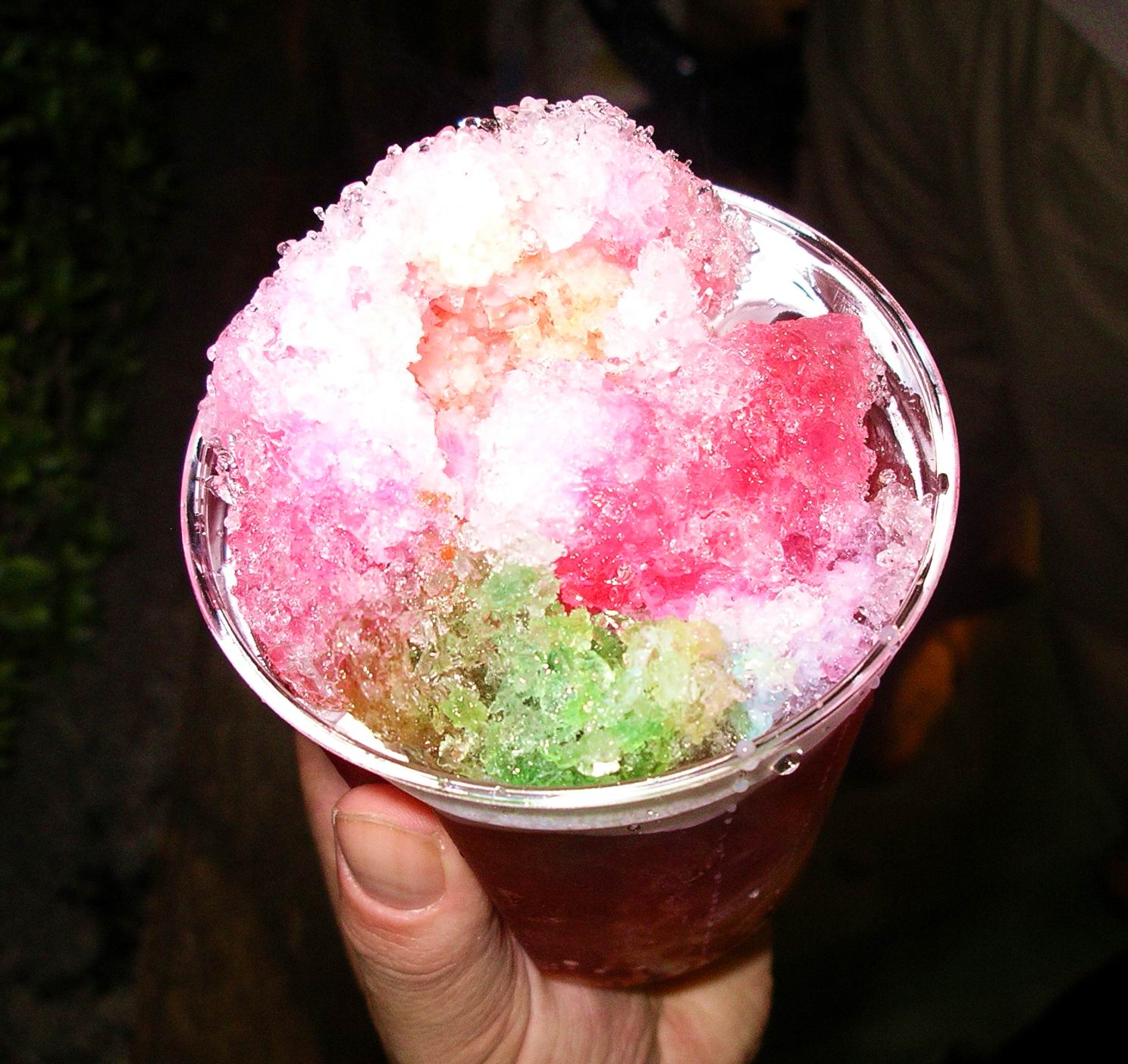
Kakigōri.

é uma sobremesa originária do Japão feita de gelo raspado flavorizado com xarope e adoçante, frequentemente leite condensado. 
Sabores populares incluem morango, cereja, limão, chá verde, uva, melão, "Blue Hawaii" (um drinque feito de Curaçao, abacaxi e rum), ameixa e xarope incolor. Algumas lojas oferecem variedades coloridas, utilizando dois ou mais xaropes diferentes.  Para adoçar o kakigōri, leite condensado ou evaporado é derramado sobre ele. A sobremesa é semelhante a um cone de neve, mas com algumas diferenças notáveis em relação a ele: o gelo no kakigōri tem uma consistência muito mais suave e macia, como a de neve recém-caída , e quase sempre utiliza-se uma colher para comê-lo. A maneira tradicional de fazer kakigōri usa uma máquina de manivela operada manualmente para girar um bloco de gelo sobre uma lâmina de raspar gelo.  Ainda que raspadores de gelo elétrico sejam mais comumente usados hoje em dia, vendedores de rua ainda costumam utilizar as máquinas antigas.
Além de ser uma comida popular nas ruas, kakigōri é vendido em festivais, lojas de conveniência, cafés e restaurantes.  Durante os meses quentes de verão, kakigōri é vendido praticamente em todos os lugares no Japão. Algumas lojas o servem com sorvete e doce de feijão azuki ou pérolas de tapioca. 

## Shirokuma
Shirokuma (白熊 or しろくま) (白熊 ou しろくま)

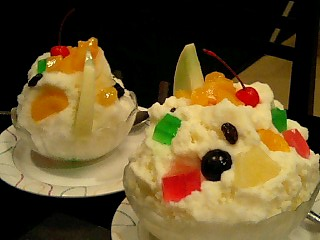
Shirokuma, um tipo de kakigōri.

é um tipo de kakigōri, feita com gelo raspado com sabor de leite condensado, pequenos mochi coloridos, frutas e doce de feijão (geralmente de Azuki). 
O shirokuma é especialmente popular em Kagoshima.  Costuma ser consumido em cafés, mas também pode ser encontrado em lojas de departamento e conveniência.

### Etimologia
Shirokuma significa literalmente "urso branco" e indica "urso polar" em Japonês. Há alguns pontos de vista divergentes sobre a origem do nome. Em uma das versões, diz-se que havia uma loja de tecidos em Kagoshima, e essa loja começou a vender kakigōri como seu produto paralelo. Ele era aromatizado com leite condensado. Quando o proprietário da loja estava pensando em um nome para o doce, ele notou que nos rótulos do leite condensado usado havia a imagem de um urso polar. 
Outra é que Mujaki, um café também localizado em Kagoshima, produzia uma versão da sobremesa com xarope de leite, sanshoku-kanten (agar colorido), yōkan, doce de feijão e frutas em um padrão que se assemelhava ao rosto de um urso polar, quando visto de cima. 
Há ainda uma sugestão de que o doce foi criado em homenagem a memória de Saigo Takamori, depois de sua batalha com Edo Shogun. 